# فرانك كوستيلو
فرانك كوستيلو (بالإنجليزية: Frank Costello)‏ هو لاعب كرة قدم بريطاني (وحمل سابقاً جنسية المملكة المتحدة لبريطانيا العظمى وأيرلندا) في مركز الهجوم، ولد في 1884 في برمنغهام في المملكة المتحدة، وتوفي في 19 ديسمبر 1914 في فرنسا. لعب مع بولتون واندررز ونادي ساوثهامبتون ووست بروميتش ألبيون ووست هام يونايتد وHalesowen Town F.C. ‏ ونادي سالزبري سيتي ونادي نيلسون وMerthyr Town F.C. ‏.